# Сістан
31° пн. ш. 62° сх. д. / 31° пн. ш. 62° сх. д.

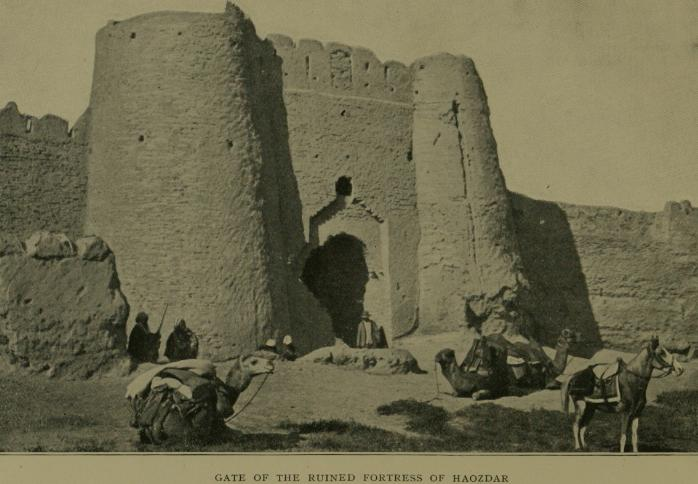
Руїни фортеці в Насретабаді, Сістан

Сіста́н (перс. سیستان), раніше Сакастан (буквальний переклад: країна саків) — географічна область на південному сході Ірану та південному заході Афганістану.
Західний Сістан є частиною іранської провінції Сістан і Белуджистан, натомість східний — афганської провінції Німроз.

## Історія
У першій половині I тисячоліття до н. е. регіон входив до складу Мідійської держави, після чого був включений до складу Ахеменідської держави.
У IV столітті до н. е. Сістан завойований Александром Македонським, який заснував тут місто Александрія в Арахозії, (сучасний Кандагар).
З приходом саків наприкінці II століття до н. е. назва Сакистан поступово поширюється на Дрангіану (грец. Δραγγιανή, в античних та іранських джерелах також Заранг) — давньоіранську область у басейні озера Хамун та низов'ях річки Гільменд (у сусідніх районах сучасного Ірану й Афганістану), за часів Ахеменідів та в елліністичний період — одну з основних східноіранських областей.
По смерті Александра регіон послідовно переходив до Селевкідів та Маур'їв у 305 до н. е.. Згодом регіон входив до складу Греко-Бактрійського царства (зі 180 до н. е.).
У середині I століття до н. е. Сістан заселили племена саків. Останніх приблизно у 100  до н. е. підкорила Парфія, у 20 — Кушанська держава, потім Сасандіська держава.
У 640 Сістан захопили араби.
З 861 до 1003 Сістаном керували Саффариди.

## Пам'ятки
Найбільші археологічні розкопки розташовані на острові, оточеному водами озера Хамун, який у період розквіту зороастризму слугував одним з основних паломницьких напрямків.